# Keith Hanlon
Keith Hanlon, född 1 september 1966, är en irländsk bågskytt. Han deltog vid olympiska sommarspelen 1996.